# Вольфґанґ Плоттке
Вольфґанґ Плоттке (нім. Wolfgang Plottke, 31 липня 1948 — 21 березня 2024) — німецький академічний веслувальник.
Бронзовий призер Олімпійських Ігор 1972 року в складі розпашної четвірки без стернового.
Срібний призер Чемпіонату світу 1970 року в складі розпашної четвірки без стернового.
Бронзовий призер Чемпіонату Європи 1971 року в складі розпашної четвірки без стернового.